# Ruggero Bacone
Ruggero Bacone, in inglese Roger Bacon e ampiamente noto con l'appellativo latino di Doctor Mirabilis (Ilchester, 1214 circa – Oxford, 1292 circa), è stato un religioso, filosofo, scienziato, teologo e alchimista britannico.
(Ruggero Bacone, De secretis operibus artis et naturae IV)
Frate francescano, fu uno dei maggiori pensatori del suo tempo. Come filosofo della Scolastica, diede grande importanza alle osservazioni dei fatti e va considerato come uno dei padri dell'empirismo. Per certi aspetti può considerarsi uno dei rifondatori del metodo scientifico, ma non sono pochi i suoi collegamenti con l'occultismo e le tradizioni alchemiche.

## Biografia
La data di nascita di Ruggero Bacone è incerta. In una lettera scritta al Papa nel 1267, Ruggero afferma che per quarant'anni, da quando ha imparato l'alfabeto, non ha mai smesso di studiare. Aggiungendo tredici anni a questi quaranta e contando a ritroso, giungiamo all'anno 1214, che usualmente è considerato il suo anno di nascita. Nacque presso Ilchester da una famiglia probabilmente benestante, ma che per gli eventi turbolenti del regno di Enrico III d'Inghilterra venne spogliata delle sue proprietà e vide molti dei suoi membri costretti all'esilio.
Studiò, discepolo di Roberto Grossatesta, a Oxford, dove ricevette una formazione prevalentemente aristotelica. Quindi si trasferì a Parigi, dove studiò teologia dal 1245 al 1250 all'Università, allora il maggior centro della vita intellettuale europea. Continuò i suoi studi a Parigi fino a quando, secondo quanto da lui stesso affermato, tornò a Oxford, dove entrò nell'Ordine francescano.
I due grandi ordini monastici dei francescani e dei domenicani, da poco costituiti, stavano cominciando a contendersi il primato nel dibattito teologico. Alessandro di Hales guidava i francescani, mentre l'ordine rivale disponeva di Alberto Magno e Tommaso d'Aquino. Le capacità di Ruggero si fecero presto riconoscere ed egli si guadagnò l'amicizia di personaggi eminenti come Adamo di Marsh e Roberto Grossatesta, vescovo di Lincoln. Nel corso dei suoi insegnamenti e delle sue ricerche egli eseguì e descrisse vari esperimenti.

Opus majus, 1267

La formazione scientifica che Bacone ricevette lo convinse che il dibattito accademico del suo tempo presentava gravi pecche. Aristotele era conosciuto solo attraverso traduzioni scadenti; nessuno dei professori voleva cimentarsi con lo studio del greco. Analoga situazione per lo studio delle Sacre Scritture. La scienza fisica non veniva sviluppata attraverso esperimenti secondo lo stile degli aristotelici, ma mediante argomentazioni basate sulla tradizione. Bacone si allontanò dalla routine scolastica e si dedicò allo studio delle lingue e alla ricerca sperimentale. L'unico insegnante che rispettava era un certo Petrus de Maharncuria Picardus, cioè "della Piccardia", probabilmente identificabile con un matematico chiamato anche Petrus Peregrinus di Piccardia, forse l'autore di un trattato, il De Magnete, un manoscritto conservato nella Biblioteca Nazionale di Parigi. Il contrasto tra la poca notorietà di quest'uomo e la fama goduta dai loquaci giovani dottori suscitava la sua indignazione. Nei libri Opus Minus e Opus Tertium, Bacone portò avanti una violenta invettiva contro Alessandro di Hales e un altro professore che, a suo parere, imparava insegnando agli altri e adottava un tono dogmatico che gli consentiva di essere accolto a Parigi tra gli applausi come se valesse quanto Aristotele, Avicenna o Averroè.
Bacone incontrò poi il cardinale Guy le Gros de Foulques, che si interessò delle sue idee e gli chiese di compilare un trattato sistematico. Bacone inizialmente esitò, a causa della regola dell'Ordine francescano che vietava che i suoi membri pubblicassero alcunché senza un permesso specifico. Ma il cardinale, divenuto papa Clemente IV, tornò a sollecitare Bacone di ignorare il divieto e di scrivere il suo trattato in segreto. Bacone allora acconsentì e nel 1267 inviò al papa la sua opera, intitolata Opus Majus, un trattato sulle scienze (grammatica, logica, matematica, fisica e filosofia). Questa venne seguita nello stesso anno da una Opus Minus, un sommario delle idee più rilevanti della sua prima opera. Nel 1268 riuscì a inviare al papa la sua Opus Tertium; il pontefice però morì quello stesso anno. Bacone cadde allora in disgrazia e successivamente venne imprigionato per la seconda volta, nel 1278, dallo stesso Ordine francescano, con l'accusa di diffusione di idee dell'alchimia araba, ma senza dubbio anche per il fatto che le sue proteste contro l'ignoranza e l'immoralità del clero avevano fatto nascere nei suoi confronti un'accusa di stregoneria. Bacone rimase imprigionato per più di dieci anni, fino a che l'intercessione di alcuni nobili inglesi gli assicurò la liberazione.

## Opere
Nei suoi scritti Bacone reclamava una riforma degli studi teologici: si sarebbe dovuto dare meno enfasi alle distinzioni filosofiche minori discusse nella Scolastica, mentre la stessa Bibbia doveva tornare al centro dell'attenzione e i teologi avrebbero dovuto studiare approfonditamente le lingue nelle quali i testi originali erano stati composti. Egli in effetti padroneggiava parecchie lingue e lamentava la corruzione dei testi sacri e delle opere dei filosofi greci dovuta ai numerosi errori di traduzione e di interpretazione. Inoltre Bacone spingeva i teologi a studiare accuratamente tutte le scienze e ad aggiungerle al normale curricolo universitario.

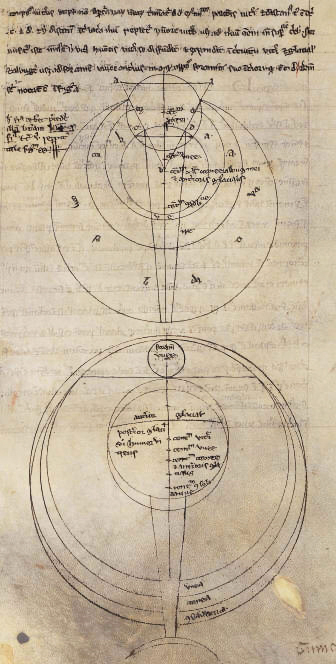
Pagina con studi d'ottica di Bacone

Bacone disponeva di una delle più salde intelligenze del suo tempo e, nonostante i tanti svantaggi e impedimenti che dovette subire, riuscì a compiere molte scoperte e ad avvicinarsi a un numero ancora maggiore. Egli rifiutava di seguire ciecamente le autorità precostituite, sia sul piano teologico sia su quello scientifico. La sua Opus Majus contiene trattazioni di matematica, ottica, alchimia e manifattura della polvere da sparo, le posizioni e le estensioni dei corpi celesti, compresa la chiara affermazione della sfericità della Terra; l'opera inoltre anticipa successive invenzioni come il microscopio, il telescopio, gli occhiali, le macchine volanti e le navi a vapore. Bacone studiò anche l'astrologia ed era convinto che i corpi celesti esercitano una influenza sul fato e la mente degli umani. A lui si deve anche una critica al calendario giuliano allora in uso. Per primo dopo gli scienziati ellenistici riconobbe lo spettro visibile in un bicchiere d'acqua, secoli prima dei lavori di ottica di personaggi come Marcantonio de Dominis, Cartesio e Isaac Newton. A lui si devono anche misurazioni sull'arcobaleno.

## La gnoseologia
Egli fu un entusiasta sostenitore e praticante del primato dell'esperienza come mezzo per acquisire conoscenze intorno al mondo. Secondo Bacone, infatti, tre sono i modi in cui l'uomo può attuare la conoscenza della verità: con la conoscenza interna (data da Dio tramite illuminazione), con la ragione (che per Bacone da sé non è sufficiente) o con l'esperienza sensibile (ossia tramite i cinque sensi), ma solo quest'ultima modalità ci consente di avvicinarci massimamente all'oggettiva conoscenza del reale.
Sulla base di questa concezione empiristica della conoscenza, Bacone tentò anche di tracciare un'enciclopedia generale delle scienze, tale da liberare il sapere da tutte quelle dispute oziose tipiche della scolastica precedente, vittima del principio di autorità e di una applicazione astratta e distorta della ragione. Secondo Bacone suprema scienza è la matematica, sussidiaria di tutte le altre scienze, e solo la connessione di questa con l'esperienza concreta del reale può consentire all'uomo di scorgere i rapporti quantitativi e matematici che reggono il mondo sensibile. Conoscere è quindi un modo per ri-conoscere la realtà, cioè fare esperienza sensibile di quella rivelazione che è già presente nelle Scritture; ma conoscere significa anche entrare in possesso di una capacità tecnica, che secondo Ruggero Bacone potrà mettere in condizione l'uomo, in futuro, di manipolare la realtà e modificarla, ad esempio costruendo macchine per volare oppure per sollevare pesi, ecc.
Va tuttavia sottolineato che le affermazioni di Bacone, pur innovando il pensiero medievale nella direzione di un vero e proprio metodo empirico appropriato alla scienza, costituiscono soltanto un primo e astratto passo in questo percorso di autonomia del sapere dalla fede. Le sue affermazioni restano infatti del tutto generiche e vaghe sul metodo con cui concretamente condurre l'esperienza nella conoscenza del reale.

## Collocazione storica
Al «tempo di Ruggero Bacone troviamo finalmente delle chiare osservazioni sulle proprietà dell'ambra e della magnetite. (...) La loro stretta parentela, (...), scoperta solo nel XIX secolo, fu il punto di partenza dell'età moderna dell'elettricità». L'ambra, che i Greci chiamavano elektron, sfregata energicamente può attrarre o respingere pezzetti di carta, la magnetite ha già di suo proprietà magnetiche naturali. Le considerazioni di Bacone su questo argomento sono state ritenute «piuttosto ridotte», ciò non toglie che la sua azione sia stata universalmente «caratterizzata da un vivo senso del concreto dell'esperienza e della natura», tanto da essere imprigionato per la sua curiosità scientifica. A proposito di Ruggero Bacone è stato scritto che «nella sua grande opera di restaurazione delle scienze, (...) riservava il posto d'onore alla morale, quella stessa che il Rinascimento passa per aver scoperto e reso popolare: quella di Seneca» e che questi sono gli anni dell'Umanesimo che comincia il suo cammino.

## Influenza culturale

### Nella letteratura
Molti autori, soprattutto a partire dall'epoca rinascimentale, sono stati attratti dalla figura di Ruggero Bacone come incarnazione del saggio e sottile possessore di conoscenze negate ai più e forse proibite, simile al Dottor Faust. Intorno alla sua figura sono cresciute numerose leggende e storie impossibili a verificarsi, ad esempio quella che egli avesse creato una testa di ottone parlante in grado di rispondere a ogni quesito; questa diceria ha un ruolo centrale nell'opera teatrale Friar Bacon and Friar Bungay scritta da Robert Greene intorno al 1589.
Probabilmente la più completa e accessibile descrizione della vita di Ruggero Bacone è contenuta nel libro Doctor Mirabilis, scritto nel 1964 dall'autore di fantascienza James Blish. Si tratta del secondo libro (inedito in Italia) di una trilogia quasi religiosa, intitolata After Such Knowledge (o Apocalisse), e si configura come un racconto completo, a tratti autobiografico della vita di Bacone e del suo sforzo volto a sviluppare una "scienza universale". Si tratta di un testo basato su ricerche approfondite anche per un accademico e ricco di riferimenti, comprese ampie citazioni dalle opere del protagonista, ma presentato secondo lo stile romanzesco; l'autore lo considera un'opera di fantasia o una visione.
È più volte menzionato nel romanzo di Umberto Eco Il nome della rosa dal protagonista, Guglielmo da Baskerville, che ne è discepolo.

### Videogiochi, fumetti, manga
Una versione di fantasia di Bacone appare nel videogioco Shadow Hearts: Covenant.
Appare inoltre nel Manga di Iwahara Yuji Koudelka.
Nel fumetto Martin Mystere n° 167 "Obiettivo Apocalisse", la storia è incentrata sul personaggio di Ruggero Bacone, a cui viene attribuito il Manoscritto Voynich (storicamente impossibile: il suddetto testo fu redatto oltre un secolo dopo la sua morte).

### Altro
Il cratere lunare Baco è intitolato a lui.

## Opere
- Communia mathematica
- Communia naturalium
- Compendium philosophiae
- Compendium studii philosophiae
- Compendium studii theologiae
- Compotus
- De erroribus medicorum
- De multiplicatione specierum
- De speculis comburentibus
- Epistola ad Clementem IV papam
- Epistola de secretis operibus artis et naturae et de nullitate magiae
- Grammatica Graeca
- Grammatica hebraica
- Liber de sensu et sensato
- Liber secreti secretorum cum quibusdam declarationibus fratris Rogerii Bacon
- Opus Majus (1267)
- Opus minus
- Opus tertium
- Perspectiva
- Quaestiones supra libros IV Physicorum Aristotelis
- Quaestiones supra libros I-VIII Physicorum Aristotelis
- Quaestiones supra libros primae philosophiae Aristotelis
- Quaestiones alterae supra libros primae philosophiae Aristotelis
- Quaestiones supra librum de causis
- Quaestiones supra undecimum primae philosophiae
- Speculi almukefi compositio (?) [Verona, Biblioteca Capitolare, CCVI (194), ff. 1r-8v][7]
- Summa de sophismatibus et distinctionibus
- Summa grammaticae
- Summulae dialectices
- Tractatus ad declarandum quaedam obscure dicta in libro Secreti secretorum Aristotelis
- Tres epistolae[8]